# Paolo Martinelli
Paolo Martinelli OFM Cap. (ur. 22 października 1958 w Mediolanie) – włoski duchowny katolicki, biskup pomocniczy Mediolanu w latach 2014-2022, wikariusz apostolski Arabii Południowej od 2022.

## Życiorys

### Prezbiterat
Święcenia kapłańskie otrzymał 7 września 1985 w zakonie kapucynów. Po wielu latach studiów w Rzymie został wykładowcą na uniwersytecie Antonianium, a w 2004 objął funkcję przewodniczącego mieszczącego się przy tej uczelni instytutu duchowości.

### Episkopat
24 maja 2014 papież Franciszek mianował go biskupem pomocniczym archidiecezji mediolańskiej, ze stolicą tytularną Musti in Numidia. Sakry udzielił mu 28 czerwca 2014 metropolita mediolański - kardynał Angelo Scola.
1 maja 2022 mianowany wikariuszem apostolskim Arabii Południowej.